# Клятва (фільм, 1937)
«Клятва» (інша назва: «Я не зрадник») — радянський художній фільм 1937 року, знятий режисером Олександром Усольцевим-Гарфом на кіностудії «Узбекдержкіно». Перший звуковий фільм в історії узбецького кінематографа.

## Сюжет
1926 рік, тільки що утворилася Узбецька РСР, майже розгромлено басмацтво, але в одному з глухих кишлаків ще міцно тримається за владу підступний Курбан-бай. Безземельний наймит Азим старанною роботою на господаря намагається вибитися в люди, покінчити з одвічною убогістю. І раптом Курбан-бай вручає йому дарчу грамоту на три десятини землі. Азим не знає, що проведена Радянською владою земельна реформа позбавила бая землі, і не здогадуючись про причини щедрості господаря, він віддано служить своєму благодійнику. У цей час для того, щоб дехканам і наймитам втілити земельну реформу, в кишлак прибуває спрямований партією російський робітник Андрій Кравцов і починає організовувати в кишлаку сільраду і колгосп. Нововведення не подобаються баям. Азим, ошукано вдячний Кубран-баю, і знаходячись під його впливом, спочатку налаштований проти проведених Андрієм ідей — колективізації і розкріпачення жінок. Підбурюваний баєм, він намагається побити і залякати Андрія, але наказ Курбан-бая — вбити Андрія, виконати не може. Курбан-бай сам вбиває Андрія. Азим розуміє, на чиєму боці правда, і над могилою російського робітника — комуніста дає клятву до кінця життя боротися проти старого укладу життя.

## У ролях
- Ятім Бабаджанов — Курбан-бай, багатий поміщик
- Асад Ісматов — Азим, наймит у Курбан-бая
- Лютфі Саримсакова — мати Азима
- Н. Ішмухамедов — Ахун-ата, старий наймит
- Шахадат Рахімова — Саодат, його дружина
- Хікмат Латипов — Хакім-раїс, голова сільради
- Григорій Любимов — Андрій Кравцов
- Рахім Пірмухамедов — Рахім, міліціонер
- Г. Шаїсаєв — Гулям-ата, наймит

## Знімальна група
- Режисер — Олександр Усольцев-Гарф
- Сценаристи — Іван Іванов, Г. Кудрявцев, П. Сентюрін
- Оператор — Василь Симбірцев
- Композитор — А. Князевський